# 249 Ільзе
249 Ільзе (249 Ilse) — астероїд головного поясу, відкритий 16 серпня 1885 року К. Г. Ф. Петерсом.